# 趙慕嵩
趙慕嵩（1936年12月15日—2012年3月15日），綽號趙老大，生於北平市，台灣資深記者，曾任職《公論報》、《徵信新聞報》、《聯合報》、《台灣時報》、《時報周刊》，主跑社會新聞。2004年退休，2006年曾開設「趙老大餃子館」並建立自己的部落格。70歲時發現罹患大腸癌，5年之後，因腫瘤轉移至口腔，於2012年3月15日病逝。

## 生平
- 1961年開始擔任社會新聞記者。
- 三段婚姻
- 2012年3月15日，因口腔癌病逝。

## 著作
- 《危城手記》，時報文化。(按：採訪六四事件)
- 《老大在現場：趙慕嵩卅年採訪實錄》，時報文化。
- 《大哥外傳》，時報文化。
- 《趙老大蹓狗記：黃金獵犬Lucky的生活日誌》，大塊文化。
- 《李光輝的世界》，將軍出版公司。
- 《悠游記憶的國度》，時報文化。
- 《警網追蹤》，大舞臺書苑出版社。
- 《趙老大的嘻笑人生》，馬可孛羅文化。
- 《心事誰人知：蔡振南的故事》，全年代出版社。
- 《醜陋的新聞界》
- 《中華台北真好笑》
- 《台灣人在北京》
- 《白狼傳奇》
- 《遊走中國》
- 《前進西藏》
- 《微笑的駱駝》
- 《悠遊記憶的國度》
- 《趙老大看北京》
- 《趙老大闖三峽》
- 《趙老大的餃子館》
- 《趙老大玩癌症》

## 外部連結
- 趙慕嵩的Facebook專頁
- 趙老大部落格
- 退休記者68歲創業成功 趙慕嵩 70歲的狠餃色 （页面存档备份，存于）